# Shereen Bhan
Shereen Bhan (20 agosto 1976) è una giornalista indiana, dirigente e caporedattrice del canale televisivo CNBC-TV18.
Originaria di una famiglia indù del Kashmir, si è laureata in Filosofia al St. Stephen's College di Delhi, e successivamente ha conseguito un master in Discipline della Comunicazione presso l'Università di Pune, specializzandosi nell'ambito del cinema e della televisione.
Ha iniziato la sua carriera come procacciatrice di notizie del giornalista e commentatore televisivo indiano Karan Thapar, collaboratore dell'emittente Tiranga TV. Con la conglomerata UTV Software Communications, controllata dalla divisione indiana del gruppo Walt Disney Company, ha realizzato lo show televisivo We the People, dibattito su vari temi di attualità fra 16 ospiti (politici, scienziati, accademici, celebrità), in onda su Star TV.
L'8 dicembre 2000 è entrata a far parte di CNBC-TV18, per la quale ha firmato varie notizie che hanno ridefinito il panorama economico indiano, oltre ad avere intervistato ospiti di rilievo nazionale ed internazionale. Durante i tredici anni di vita del programma Young Turks, ha intervistato i più importanti imprenditori e uomini d'affari operanti in India, ritagliandosi con successo una categoria di nicchia nei programmi di informazione economica e aziendale.
Ha presentato Overdrive, premiato per tre anni consecutivi ai News Television Award come miglior programma televisivo per il mondo dell'auto. Per due anni di seguito è stata premiata come conduttrice del miglior talk show imprenditoriale e finanziario. 

Ad aprile del 2005 ha ricevuto il Premio Donna dell'Anno della Federazione delle Camere di Commercio e dell'Industria dell'India.
Nominata Giovane Leader Globale dal World Economic Forum
, nel 2013 è stata nuovamente premiata ai News Television Awards come migliore anchorman dell'anno.
Shereen Bhan ha creato e condotto programmi di successo quali Ministers of Change e What Women Really Want, Young Turks, India Business Hour, The Nation's Business e Power Turks.